# Holičky
Holičky település Csehországban, Morašicéban.  Lakosainak száma 105 fő (2021. március 26.).

## Népesség
A település lakosságának változását az alábbi diagram mutatja:
| Lakosok száma | 157  | 152  | 114  | 123  | 106  | 119  | 105  | 73   | 74   | 105  |
|               | 1869 | 1890 | 1900 | 1921 | 1930 | 1961 | 1970 | 1991 | 2001 | 2021 |